# Cupaniopsis acuticarpa
Espèce
Statut de conservation UICN

VUD2 : Vulnérable
Cupaniopsis acuticarpa est une espèce de plantes à fleurs de la famille des Sapindaceae et du genre Cupaniopsis. C'est un arbuste endémique de Nouvelle-Guinée, et une espèce vulnérable selon l'Union internationale pour la conservation de la nature. 